# Bellinghem
Bellinghem ist eine französische Gemeinde mit 1.075 Einwohnern (Stand: 1. Januar 2022). Sie gehört zur Region Hauts-de-France, zum Département Pas-de-Calais, zum Arrondissement Saint-Omer und zum Kanton Fruges. Die Einwohner werden Bellinghemois genannt.
Zum 1. September 2016 wurden Inghem und Herbelles zur neuen Gemeinde (commune nouvelle) Bellinghem vereinigt.

## Geographie
Bellinghem liegt etwa zehn Kilometer südlich von Saint-Omer und grenzt an Pihem im Norden und Nordwesten, Helfaut im Norden und Nordosten, Ecques im Nordosten, Clarques im Osten, Thérouanne im Süden und Südosten, Delettes im Süden und Südwesten sowie Cléty im Westen.

## Gliederung
| Ortsteil                    | ehemaliger INSEE-Code | Fläche (km²) | Einwohnerzahl (2016) |
| --------------------------- | --------------------- | ------------ | -------------------- |
| Herbelles                   | 62431                 | 4,55         | 539                  |
| Inghem (Verwaltungssitz)000 | 62471                 | 3,19         | 534                  |

## Sehenswürdigkeiten
- Kirche Saint-Léger in Herbelles, Monument historique seit 1911
- Kirche Notre-Dame von Inghem, Monument historique seit 1913

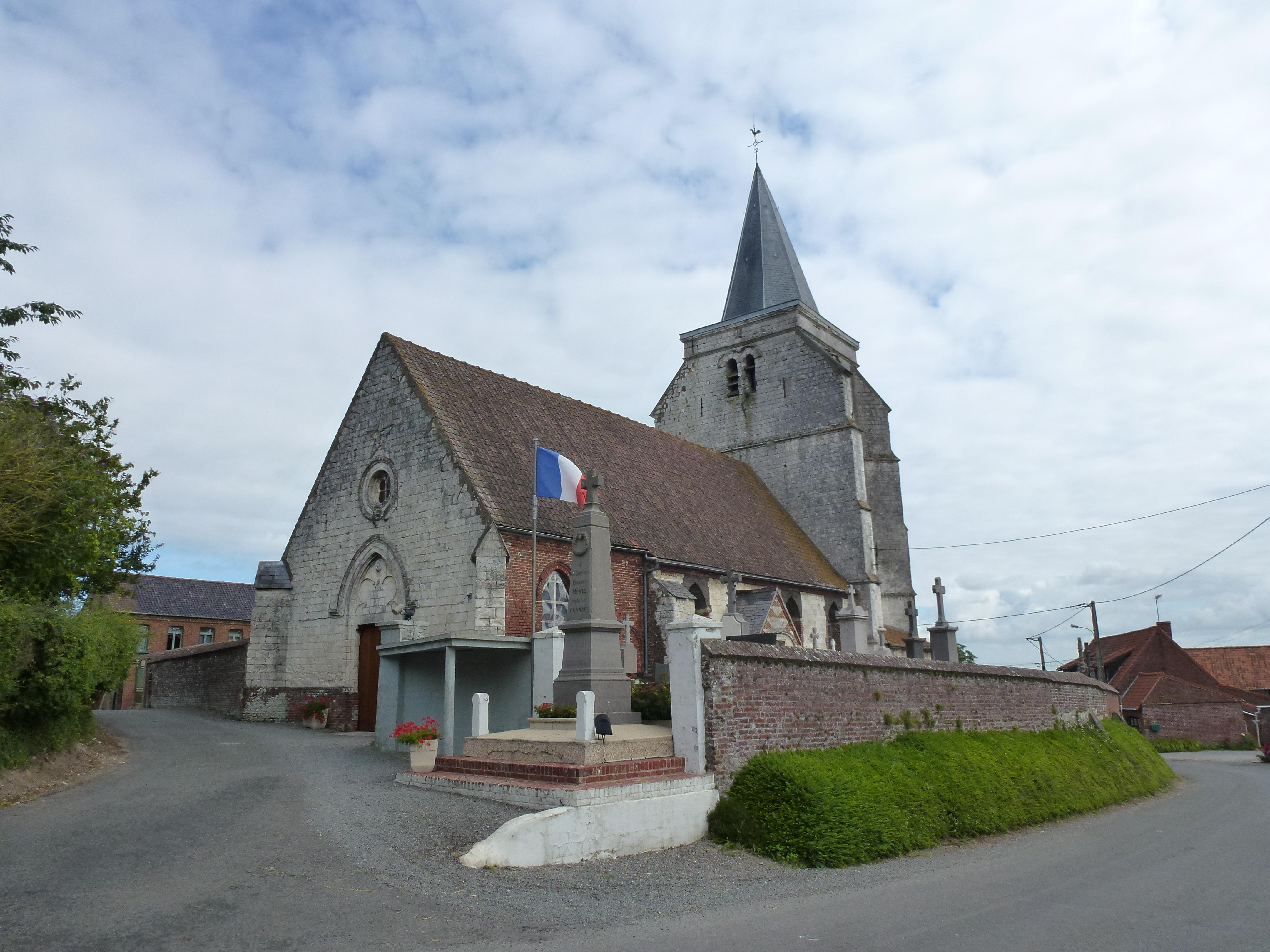
Kirche Saint-Léger und Gefallenendenkmal
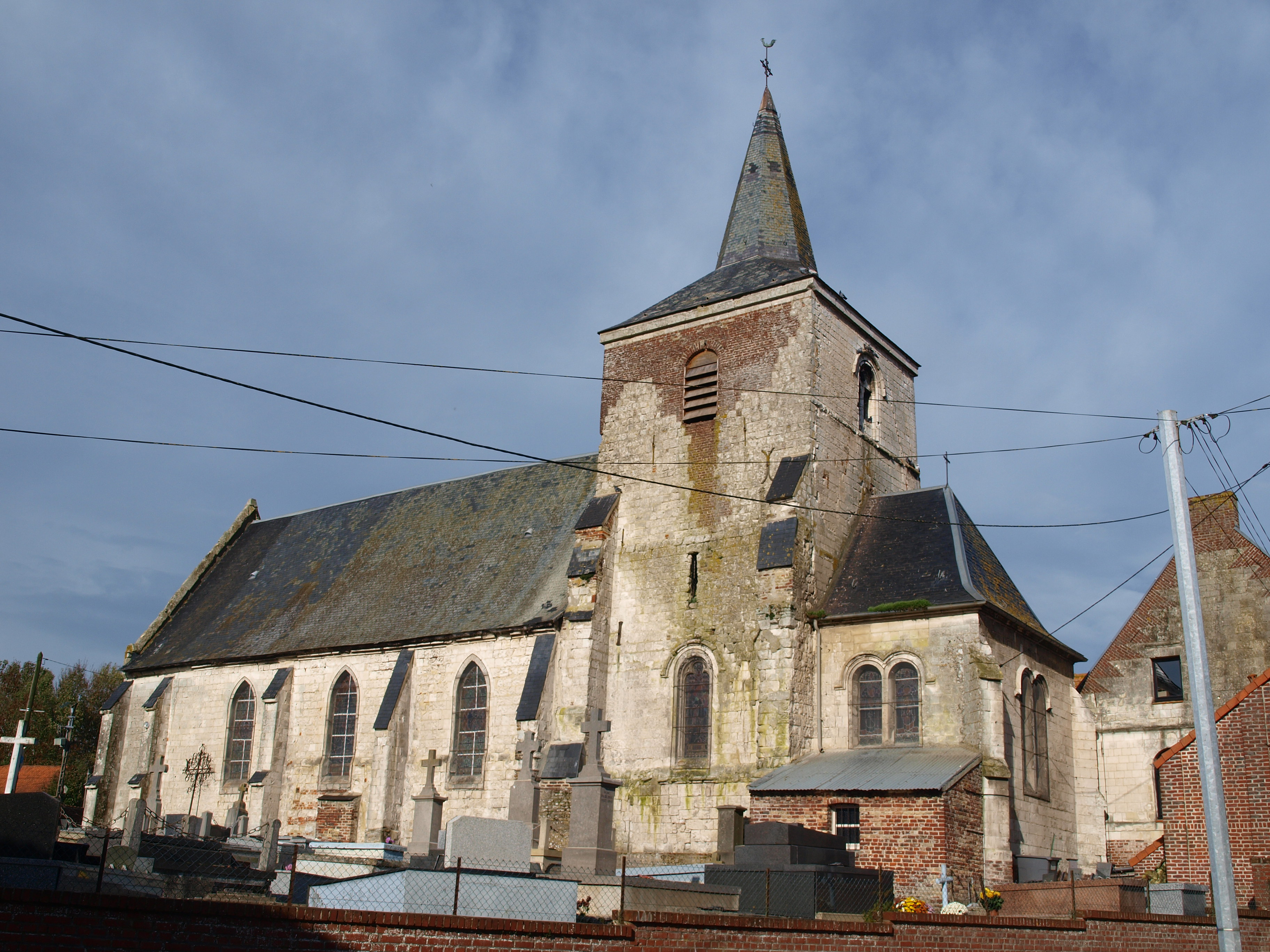
Kirche Notre-Dame von Inghem